# 北京大学东门站
北京大学东门站是一个位于中国北京市海淀区燕园街道中关村北大街、成府路交叉口，属于北京地铁4号线的地铁车站。因邻近北京大学东门而得名。此车站最初规划阶段为“成府路站”，这个站名不能确切地表明其具体地理方位，北京大学校方建议，改为“北大东门站”或“燕园站”，地铁建设单位根据命名相关细则最终站名确定为“北京大学东门站”。本站于2009年9月28日随地铁4号线通车正式启用。

## 位置
北京大学东门站位于中关村北大街与成府路交汇丁字路口，北京大学东门。沿中关村北大街呈南北向布置。

## 车站设计

### 车站楼层
北京大学东门车站是地下二层车站，地下一层为避开路面以下地下既有管线采用分离式站厅，地下二层是站台层，岛式站台设计。
| 地面层          | 出入口                              | A—D出入口                      |
| 地下一层 站厅层 | 站厅                                | 安全检查、客务中心、进出站闸机 |
| 地下二层 站台层 |                                     | █ 4号线往安河桥北（圆明园）    |
| 地下二层 站台层 | 岛式站台，左側開门                  |                                |
| 地下二层 站台层 | █ 4号线往天宫院（大兴线）（中关村） |                                |

### 避振措施
为避免地铁车辆运行产生的振动对北京大学东部区域的实验区域大量精密仪器工作产生的影响，在地铁线路北京大学东门区段内采用“钢弹簧浮置板道床”，使地铁列车经过该区段轨道时的横向振动，经轨道下弹簧的吸收后，尽可能改变成沿轨道纵向振动，从而最大程度地降低振动干扰。但即便如此，部分高精密仪器的实验效果依然会受到一定干扰，后来建设的北京地铁16号线也不得不调整规划，将原定的海淀桥站取消，并改设万泉河桥站。

### 站厅
北京大学东门站的两个站厅分别位于车站南北两侧，南站厅设有前往站台的直梯，北站厅则设有装饰壁画，该壁画选取了北京大学具有历史代表性的标志性元素。

### 站台
北京大学东门站设有1个岛式站台，位于中关村北大街地底。

月台全景图（2017年5月摄）

### 出入口
北京大学东门站共有四个出站口：A西北口、B东北口、C东南口、D西南口，分别位于丁字路口四角。各出入口均设有指示牌显示出入口周边的建筑物及设施列表。
|                       |              | |      |                |
| 编号                  | 指示         | 建议前往的目的地 | 照片 | 无障碍设施图片 |
| 出口 · A              | 中关村北大街 | 中关村北大街（西侧）、北大博雅国际酒店、北京大学东门、北京大学医院、博雅塔、北大科技园                                         |      | 不適用         |
| 出口 · B              | 成府路       | 成府路（北侧）、北京大学物理学院、北京大学附属小学                                                                             |      | 不適用         |
| 出口 · C              | 成府路       | 成府路（南侧）、中国科学院过程工程研究所、北京大学化学学院、中关村第二小学、科学院邮电所、城市大讲堂                           |      | 不適用         |
| 出口 · D · 升降机标志 | 中关村北大街 | 中关村北大街（西侧）、北京大学东南门、北京大学图书馆、北京大学五四体育活动中心、邱德拔体育馆、北大资源大厦、燕园派出所、逸夫苑 |      |                |
| 註： 設有             |              | |      |                |